# 전략 및 기술 분석 센터
전략 및 기술 분석 센터(Centre for Analysis of Strategies and Technologies, CAST)는 러시아의 싱크탱크이다.

## 역사
전략 및 기술 분석 센터(CAST)는 모스크바 시내에 위치한 영리를 목적으로 하는 독립적인 러시아 싱크탱크다. CAST는 러시아의 재래식 무기 거래, 러시아의 방위 산업, 군사 분쟁, 러시아의 군사 개혁 및 국제 방위 동향에 대한 연구 및 분석을 수행한다. 주로 러시아와 구소련 공화국에 중점을 두고 있지만 CAST는 또한 중국, 인도, 터키 및 많은 유럽 국가의 방위 산업에 대한 보고서와 책을 저술했다.
CAST는 두 개의 저널인 Moscow Defense Brief 영어와 러시아어 Eksport Vooruzheniy를 발행하고 일간 러시아 미디어 다이제스트 Periscope를 발행한다. 또한 CAST는 비평가들의 극찬을 받은 8월의 탱크, 러시아의 신군, 무장 형제: 우크라이나 위기의 군사적 측면을 포함하여 많은 책을 저술했다. CAST는 또한 러시아 및 국제 국방 뉴스에 대한 일간 기사를 제공하는 인기 있는 러시아어 블로그 Periscope 2 및 BMPD를 운영한다.
CAST는 러시아 정부 기관, 방위 산업 회사, 은행에 상담, 분석 및 정보 서비스를 제공한다. 투자 기관. 러시아 정부를 위해 연구 프로젝트를 수행했지만 CAST는 개인 소유 및 운영 회사이며 모든 수익은 연구 및 미디어 제품, 컨설팅 서비스 및 기타 프로젝트에서 파생된다.